# Félix Quesada Mas
Félix Quesada Mas   (Madrid, 1 de juliol de 1902 - 9 de juliol de 1959) va ser un futbolista espanyol de la dècada de 1920.
Jugava a la posició de defensa. Passà tota la seva carrera al Reial Madrid CF, entre 1922 i 1936. Guanyà 12 campionats regionals i dues lligues. També fou 9 cops internacional amb la selecció espanyola. Va participar amb el RCD Espanyol a la gira que el club va fer per Sud-amèrica.